# Prvenstvo Hrvatske u nogometu za pionire
Pionirsko prvenstvo Hrvatske u nogometu se igra od 1992. godine. 

Od sezone 2014./15. se igra jedinstvena prva liga za pionire, a dotad su prvaci dobivani na završnom turniru na kojem su sudjelovali pobjednici liga nogometnih regija.

## Prvaci
| sezona      | prvak             |
| ----------- | ----------------- |
| 1992.       | Zagreb            |
| 1992./93.   | Hajduk Split      |
| 1993./94.   | Hajduk Split      |
| 1994./95.   | Osijek            |
| 1995./96.   | Rijeka            |
| 1996./97.   | Croatia Zagreb    |
| 1997./98.   | Croatia Zagreb    |
| 1998./99.   | Osijek            |
| 1999./2000. | Rijeka            |
| 2000./01.   | Osijek            |
| 2001./02.   | Dinamo Zagreb     |
| 2002./03.   | Zagreb            |
| 2003./04.   | Dinamo Zagreb     |
| 2004./05.   | Dinamo Zagreb     |
| 2005./06.   | Varteks Varaždin  |
| 2006./07.   | Dinamo Zagreb     |
| 2007./08.   |                   |
| 2008./09.   | Hajduk Split      |
| 2009./10.   | Dinamo Zagreb     |
| 2010./11.   | Hajduk Split      |
| 2011./12.   |                   |
| 2012./13.   |                   |
| 2013./14.   |                   |
| 2014./15.   | Dinamo Zagreb     |
| 2015./16.   | Dinamo Zagreb     |
| 2016./17.   | Dinamo Zagreb     |
| 2017./18.   | Dinamo Zagreb     |
| 2018./19.   | Lokomotiva Zagreb |
| 2019./20.   |                   |
| 2020./21.   | Osijek            |
| 2021./22.   | Dinamo Zagreb     |

## Vanjske poveznice i izvori
- prvahnl.hr, Prva HNL za pionire
- Hrvatski nogometni savez
- Kruno Sabolić: Hrvatski športski almanah, Zagreb / Velika Gorica, serijska publikacija